# Céphale (papillon)
Pour les articles homonymes, voir Céphale.
Coenonympha arcania
Espèce

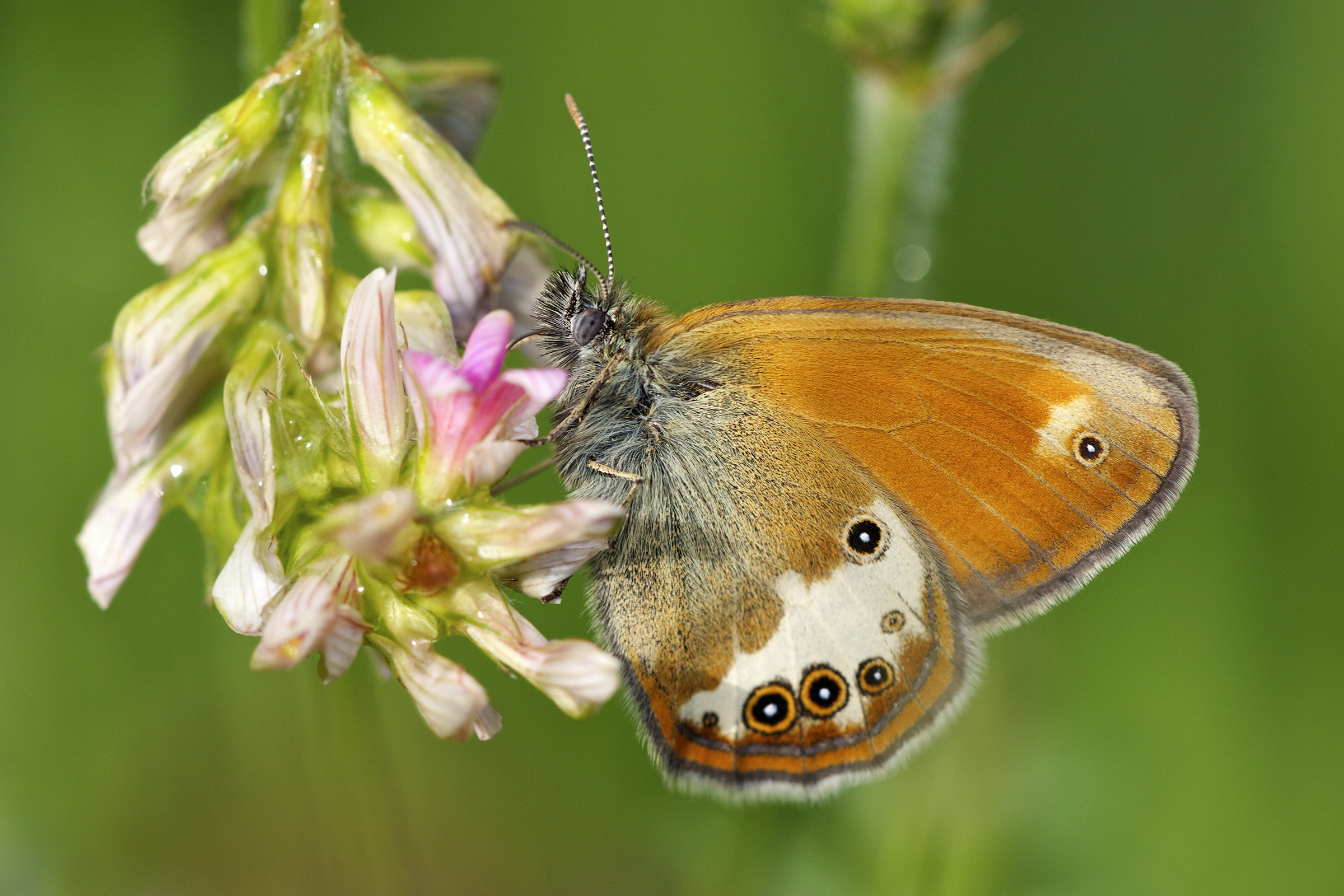
Céphale dans la vallée de la Leutra, Iéna (Thuringe).

Le Céphale ou Arcanie (Coenonympha arcania) est un lépidoptère (papillon) appartenant à la famille des Nymphalidae, à la sous-famille des Satyrinae et au genre Coenonympha.

## Dénomination
Coenonympha arcania a été nommé par Carl von Linné en 1761.
Synonymes : Papilio arcania Linnaeus 1761 ; Papilio amyntas Poda, 1761.

### Noms vernaculaires
Le Céphale  ou Arcanie se nomme Pearly Heath en anglais, Perlgrasfalter ou Weißbindiges Wiesenvögelchen en allemand et Mancha Leonada en espagnol,.

## Description
Le Céphale présente un dessus de couleur brun-orangé bordé de marron clair pour les antérieures, marron clair  pour les postérieures, les ailes étant bordées d'une frange blanche.
Le revers des antérieures est semblable, orangé avec un petit ocelle noir pupillé de blanc cerné de jaune orangé à l'apex. Les postérieures ont une ornementation caractéristique, une bande postmédiane blanc crème irrégulière que double une ligne de gros ocelles noirs pupillé de blanc cernés de jaune orangé.
Ce papillon a une envergure comprise entre 3,2 et 4 centimètres environ.

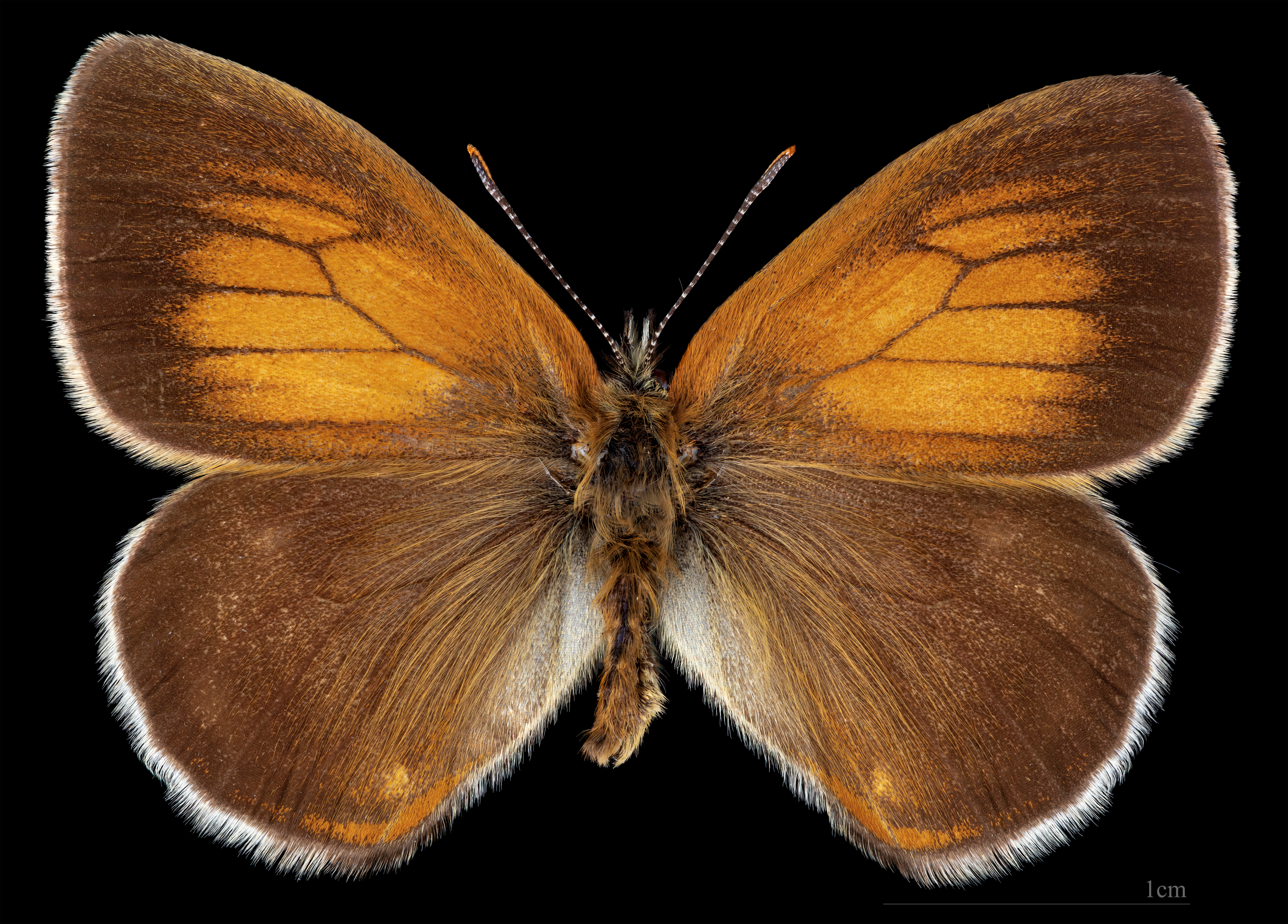
Coenonympha arcania ♂ MHNT
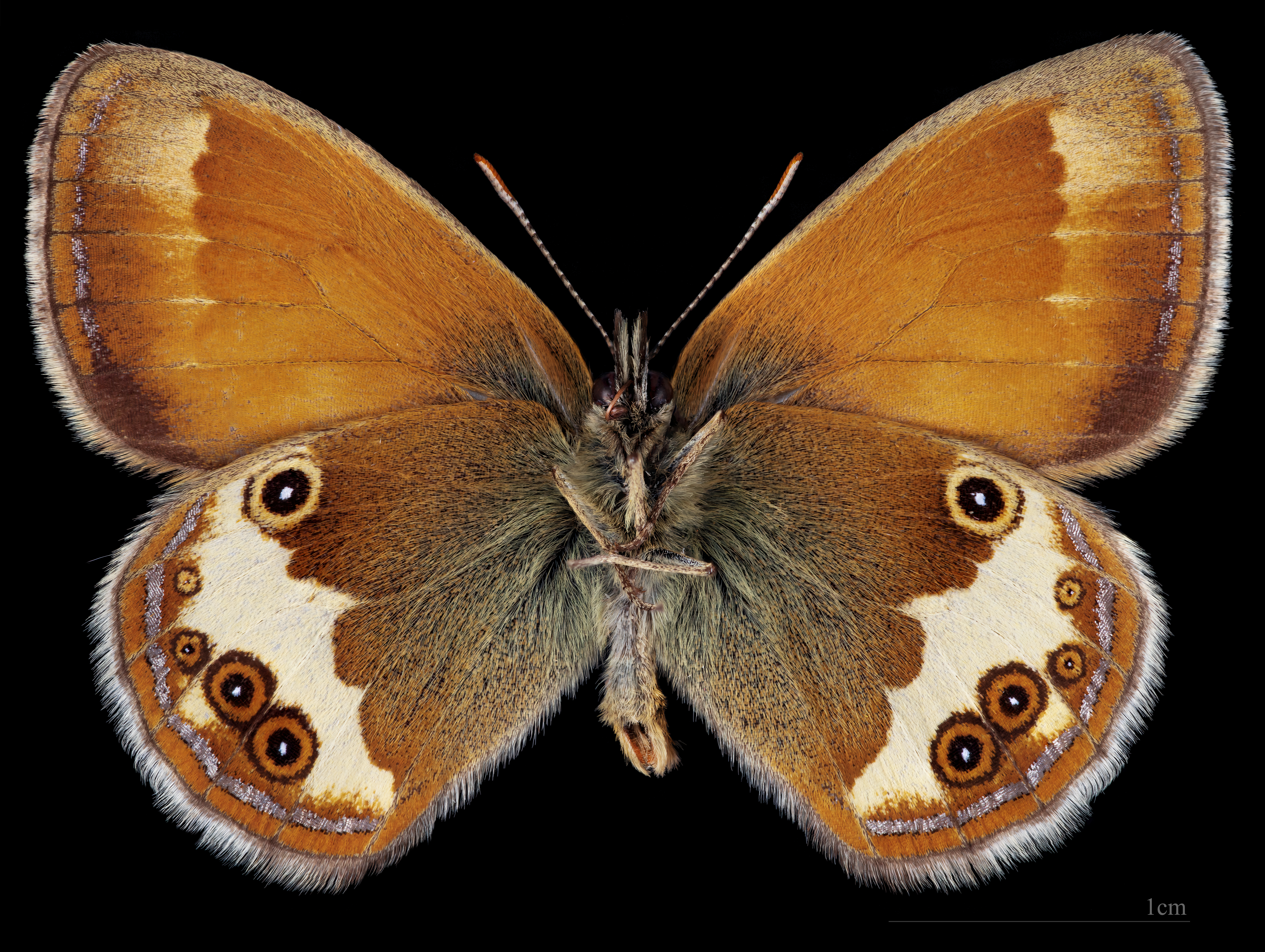
Coenonympha arcania ♂  △
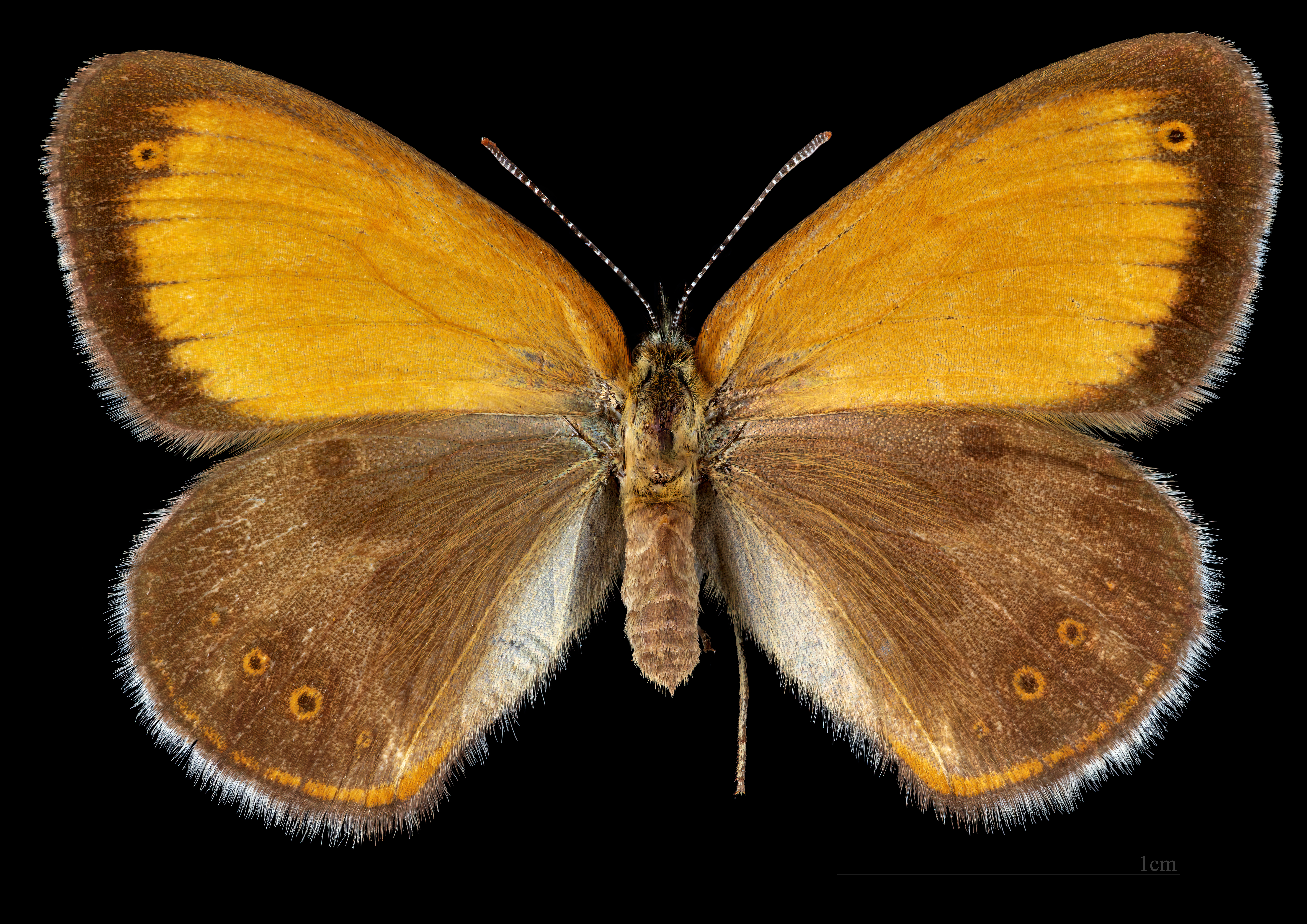
Coenonympha arcania ♀ MHNT
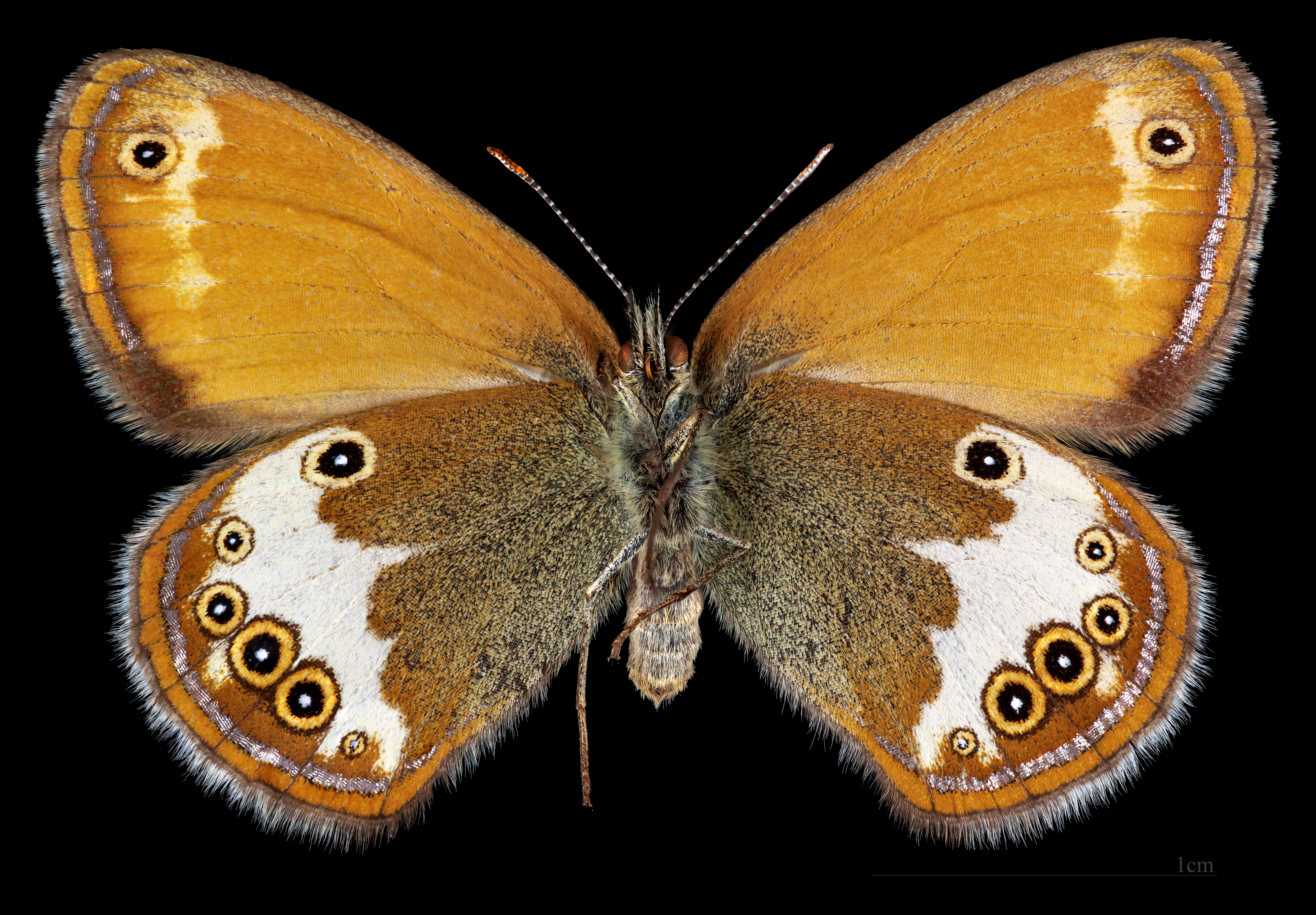
Coenonympha arcania ♀  △

## Biologie

### Période de vol et hivernation
Il vole en une génération, en juin et début juillet.

### Plantes hôtes
Ses plantes hôtes sont diverses poacées (graminées) Poa pratensis, Melica ciliata, Holcus lanatus,.

## Écologie et distribution
Il est présent dans toute l'Europe continentale, excepté la Suède, la Norvège (sauf au sud) et la Finlande, il est aussi présent en Turquie et dans le sud de la Russie,.
En France métropolitaine il est présent dans presque tous les départements. Font exception les régions Île-de-France et Corse ainsi que les départements du Pas-de-Calais et de la Manche.

### Biotope
Ses habitats sont des clairières et des lieux herbus et buissonneux.

### Protection
Il ne bénéficie pas de statut de protection particulier.